# Raymond Joval
Raymond Albert Joval (Den Haag, 15 september 1968) is een voormalig Nederlands bokser van Surinaamse komaf, bijgenaamd Hallelujah.
Joval bokste als amateur op de Olympische Spelen in 1992 en won een bronzen medaille op het wereldkampioenschap in 1993. Daarna stapte de meervoudige nationale kampioen over naar de profs. Hij boekte als beroepsbokser 37 overwinningen in 42 partijen. In 1999 behaalde Joval zijn eerste wereldtitel (WBU).
Van oktober 2000 tot juli 2004 was Joval de wereldkampioen van de IBO. In 2005 heroverde hij voor een korte periode deze titel. Door blessures kwam hij minder aan boksen toe. Na een gewaagde comeback in juli 2008 stopte hij op 39-jarige leeftijd met boksen, om 12 jaar later als 51-jarige op 11 januari 2020 zijn rentree te maken in de ring voor een partij over 10 ronden van 2 minuten tegen oud rivaal Bea Diallo  tijdens de 'Night of The UnTouchables' #NOTU, aan het Paleis 12 te Brussel.
Vanaf maart 2010 is hij coach van Innocent Anyanwu en heeft hij Jessica Belder naar haar eerste Europese titel begeleid in 2016. Raymond Joval traint en coacht sinds 2007 met succes zijn eigen team van amateur- en profboksers.

## Statistieken als prof
- Gevechten: 42
- Overwinningen: 37
  - Overwinningen door KO: 16
- Nederlagen: 5
- Gelijk: 0